# 가오청이
가오청이(중국어 간체자: 高承一, 병음: Gāo Chéngyī, 한자음: 고승일, 1997년 7월 18일 ~ )는 중국의 배우이다.